# Новосели (Балезінський район)
Новосе́ли (рос. Новосёлы) — присілок в Балезінському районі Удмуртії, Росія.

## Населення
Населення — 31 особа (2010; 71 в 2002).
Національний склад станом на 2002 рік:
- росіяни — 97 %